# رود ساکرامنتو

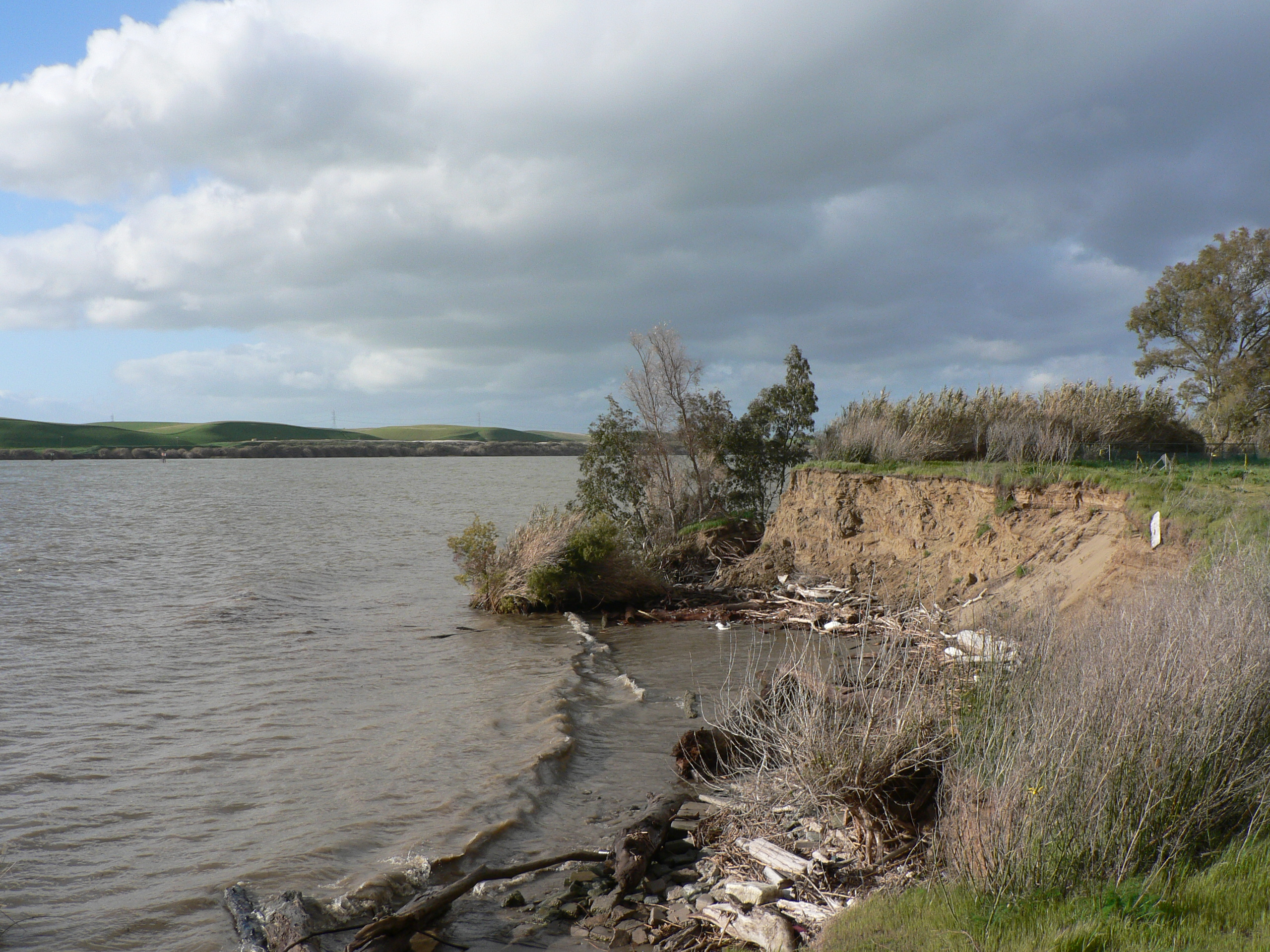
رودخانه ساکرامنتو

رود ساکرامنتو طولانی‌ترین رود ایالت کالیفرنیا در آمریکا می‌باشد. این رود به طول ۷۱۹ کیلومتر به سوی جنوب در طول دره مرکزی کالیفرنیا بین رشته کوه‌های کرانه اقیانوس آرام و سیرا نوادا روان می‌باشد.